# IC 3809
IC 3809 ist eine elliptische Galaxie vom Hubble-Typ E im Sternbild Jagdhunde am Nordsternhimmel. Sie ist schätzungsweise 461 Millionen Lichtjahre von der Milchstraße entfernt.
Das Objekt wurde am 21. März 1903 von Max Wolf entdeckt.